# 7292 Просперін
7292 Просперін (7292 Prosperin) — астероїд головного поясу, відкритий 1 березня 1992 року.
Тіссеранів параметр щодо Юпітера — 3,513.